# Lunatique
Lunatique är det tredje studioalbumet av den franska sångaren Jenifer. Det gavs ut den 5 november 2007 och innehåller 12 låtar.

## Låtlista
| Nr  | Titel                         | Längd |
| --- | ----------------------------- | ----- |
| 1.  | Tourner ma page               | 2:53  |
| 2.  | Touche-moi                    | 3:39  |
| 3.  | Comme un hic                  | 3:12  |
| 4.  | Nos futurs                    | 3:48  |
| 5.  | Le parfum                     | 3:58  |
| 6.  | Attention douleur fraîche     | 3:30  |
| 7.  | Si c'est une île              | 2:47  |
| 8.  | Quitte à se quitter           | 3:39  |
| 9.  | Ça se pointe                  | 3:14  |
| 10. | Le bonheur me va au teint     | 3:18  |
| 11. | Lunatique                     | 4:21  |
| 12. | Portrait d'une femme heureuse | 2:59  |

Spår 12 finns endast med på den digitalt nedladdningsbara versionen av albumet som kan köpas från Itunes Store.

## Listplaceringar
| Lista               | Topplacering |
| ------------------- | ------------ |
| Belgien (Vallonien) | 2            |
| Frankrike           | 1            |
| Schweiz             | 25           |